# Karl Eduard von Napiersky
Karl Eduard von Napiersky (Riga, 21 maggio 1793 – Riga, 2 settembre 1864) è stato uno storico della letteratura lettone.
Studiò teologia presso l'Università di Dorpat, e dal 1814 in poi, servì come parroco nel comune di Jaunpiebalga. Dal 1829-1849 fu direttore delle scuole statali e delle palestre a Riga. Nel 1851 diventatò membro del comitato di censura di nuova costituzione a Riga.
È stato uno dei primi membri della Lettisch-Litterärischen Gesellschaft (1827) e uno dei fondatori della Gesellschaft für Geschichte und Alterthumskunde der Ostseeprovinzen Rußlands (1833-34)

## Opere principali
Con Johann Friedrich von Recke, ha pubblicato una enciclopedia in quattro volumi sugli scrittori di Livonia, Estonia e Curlandia, intitolata Allgemeines Schriftsteller- und Gelehrten-Lexikon der provinzen Livland, Esthland und Kurland (1827-1832)
- Fortgesetzte Abhandlung von livländischen Geschichtschreibern : ein literar-historischer und bibliographischer Versuch, 1823.
- Index corporis historico-diplomatici Livoniae, Esthoniae, Curoniae, 1833.
- Beiträge zur Geschichte der Kirchen und Prediger in Livland, 1843.
- Chronologischer Abriss der älteren Geschichte Livlands, 1848.
- Russisch-livländische Urkunden, 1868.[3]